# Menegazzia conica
Menegazzia conica är en lavart som beskrevs av P. James. Menegazzia conica ingår i släktet Menegazzia och familjen Parmeliaceae.   Inga underarter finns listade i Catalogue of Life.